# Mythenteles deemingi
Mythenteles deemingi är en tvåvingeart som beskrevs av Neal L. Evenhuis 2003. Mythenteles deemingi ingår i släktet Mythenteles och familjen svävflugor.
Artens utbredningsområde är Cypern. Inga underarter finns listade i Catalogue of Life.